# Эрменонвиль (усадьба)
Шато д’Эрменонвиль (фр. Château d'Ermenonville) — усадьба в селе Эрменонвиль, в департаменте Уаза на севере Франции, в 40 километрах к северу от Парижа. В 1778 году здесь умер и был захоронен Жан-Жак Руссо. В 1980-е годы Эрменонвиль служил штаб-квартирой Международного общества сознания Кришны (ИСККОН) во Франции. В этот период кришнаиты дали усадьбе новое название — Кришнавиль (фр. Krishnaville).

## История

### IX век. Ранние упоминания
Самое раннее упоминание об Эрменонвиле относится к IX веку, тогда на этом месте находилась обитель священника по имени Ирминьон. Первый замок в Эрменонвиле был построен в 987 году в период правления Гуго Капета. В средние века, замок находился во владении феодальных правителей. В начале XV века в Эрменонвиле побывала Жанна д’Арк, а в конце того же века здесь несколько раз останавливался король Людовик XI. В конце XVI века французский король Генрих IV часто посещал Эрменонвиль для отдыха и проводил здесь время со своей фавориткой Габриэль д’Эстре. В знак благодарности, Генрих IV даровал замок своему верному другу и соратнику Доминику Вику.

### XVIII век. Современное здание. Руссо.
Существующее в настоящее время здание было построено в XVIII веке. В 1754 году Шато де Эрменонвиль был куплен сборщиком налогов короля Людовика XV и в 1763 году перешёл по наследству его сыну — маркизу Рене Луи де Жирардену, который был близким другом Жан-Жака Руссо. Жирарден создал в окрестностях парк, ставший первым французским пейзажным парком. Жирарден провёл планировку парка в сотрудничестве с Жан-Мари Морелем и Юбером Робером. На их работу оказали большое влияние идеи Руссо. Созданный с вниманием и мастерством, парк выглядел как уголок нетронутой, дикой природы. Руссо провёл в Шато де Эрменонвиль последние шесть недель своей жизни и умер здесь же 2 июля 1778 года во время одной из прогулок. Его прах был захоронен на территории парка, на острове посреди искусственного озера. Позднее, копия этого «острова Руссо» была создана в Парковом королевстве Дессау-Вёрлиц.

### XVIII—XIX века. Популярность
В конце XVIII — первой половине XIX века Шато д’Эрменонвиль пользовался большой популярностью среди европейской аристократии. Здесь побывали королева Мария-Антуанетта, король Швеции Густав III и Бенджамин Франклин. В период Французской революции, Шато д’Эрменонвиль на время был переименован в «Шато де Жан-Жак Руссо». Усадьбу посетили такие революционные деятели, как Робеспьер, Мирабо, Дантон, Сен-Жюст и Камиль Демулен. В 1794 году пепел Руссо был вывезен с территории шато и перезахоронен в парижском Пантеоне. В 1800 году в Шато де Эрменонвиль останавливался Наполеон Бонапарт. Он охотился на зайцев в окрестных лесах и в одной из бесед сказал Жирардену, что «было бы лучше для мирного существования французской нации, если бы я и Руссо никогда не родились».

### 1880—1938 гг. Владение Радзивиллами

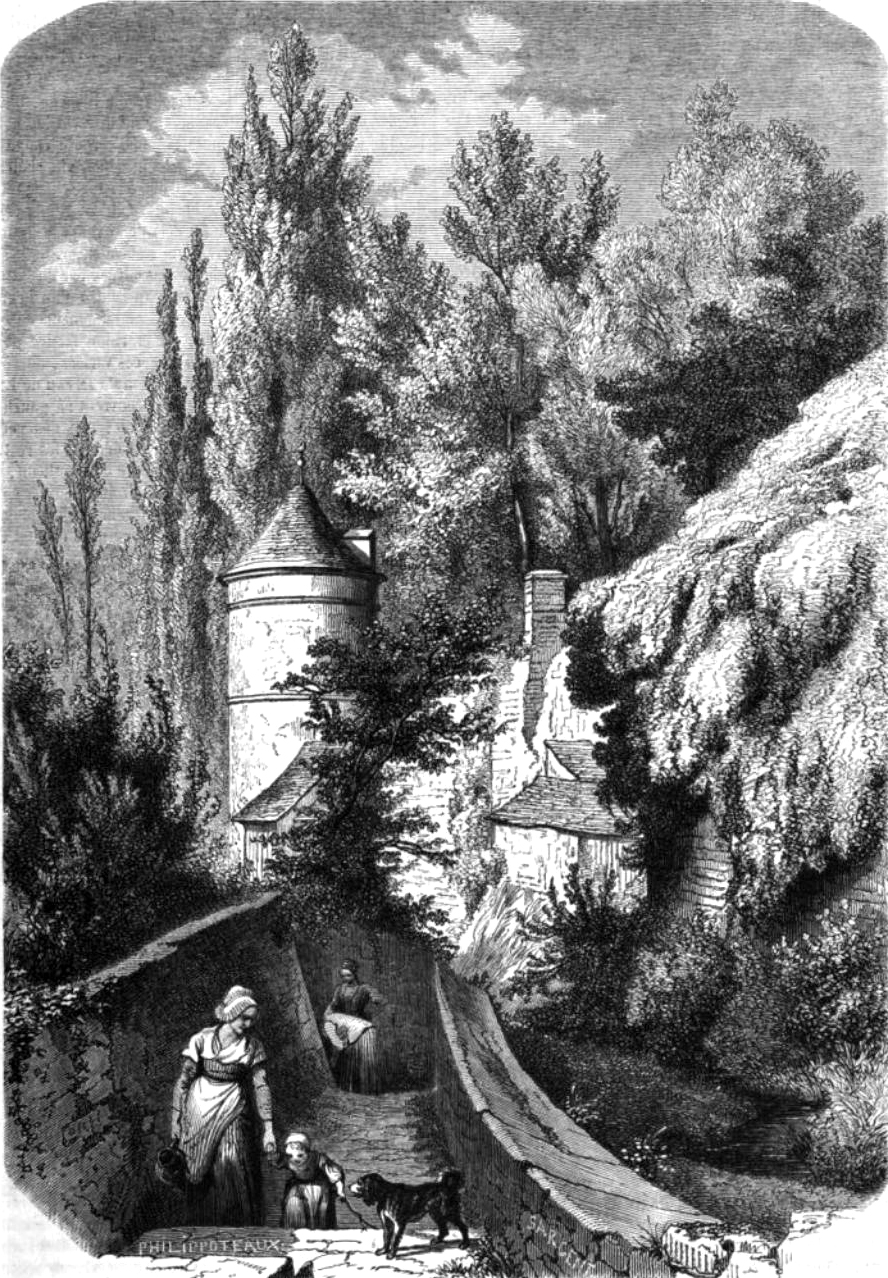
Гравюра XIX века с изображением рва с водой, окружавшего Шато д’Эрменонвиль.

В 1880 году замок приобрёл литовский князь Константин Радзивилл (1850—1920), впоследствии женившийся на дочери основателя Монте-Карло Франсуа Блан. Сын Константина, Леон Радзивилл (герой Первой мировой войны и друг Марселя Пруста), в 1914 году был избран мэром села Эрменонвиль. В 1927 году Шато д’Эрменонвиль перешёл по наследству его племянникам.

### 1938—1981 гг. Бугатти и другие владельцы
В 1930 году Шато д’Эрменонвиль и парк Жан-Жака Руссо были объявлены историческим памятником Франции. В 1938 году замок был приобретён французским промышленником Этторе Бугатти — основателем автомобилестроительной компании Bugatti. После его смерти в 1947 году, замок перешёл его наследникам: Лидии Бугатти и графу Франсуа де Бойнь. В этот период на территории Эрменонвиля хранилось несколько машин Bugatti (включая одну из знаменитых Bugatti Royale) и спроектированный Бугатти самолёт. В 1964 году Шато д’Эрменонвиль был приобретён французским медиком Анри Монтарналем, который провёл в нём свои старческие годы.

### 1981—1987 гг. Кришнаиты в усадьбе
К 1976 году у нового владельца, мадам Бистро (дочки умершего к тому времени Монтарналя), уже не было достаточно средств для поддержания усадьбы. Отопление стоило дорого, из-за чего в зимние месяцы Эрменонвиль практически пустовал, а с 1978 года и вовсе стоял необитаемым. В 1981 году, после долгих колебаний, мадам Бистро сдала усадьбу в аренду Международному обществу сознания Кришны (ИСККОН), что вызвало волну протеста со стороны местных жителей. Кришнаиты взяли Эрменонвиль в аренду с подачи тогдашнего лидера ИСККОН во Франции Бхагавана Госвами. Они превратили усадьбу в индуистский храм и ашрам, установили в одном из залов алтарь со статуями божеств Чайтаньи и Нитьянанды, и дали шато новое название — «Кришнавиль».
Как сообщал в 1982 году официальный журнал ИСККОН Back to Godhead, кришнаитские художники и мастера провели работу по реставрации 80 комнат усадьбы. Приняв во внимание историческую ценность здания, администраторы ИСККОН решили сохранить традиционный французский декор. В Эрменонвиле был открыт музей традиционного индийского искусства, вегетарианский ресторан и радиостанция. Для тысяч туристов, посещавших Эрменонвиль по выходным, кришнаиты организовали концерты индуистской музыки, презентации мультимедия и прогулки на лодке по искусственному озеру площадью в 6 гектаров.
Аренда Эрменонвиля кришнаитами вызвала не только протест местных жителей, но и интерес французских властей, начавших расследование коммерческой деятельности организации во Франции. В результате, в 1985—1986 году ИСККОН был присуждён к выплате ряда огромных штрафов. Из-за развязавшегося скандала, Бхагаван был вынужден оставить пост лидера в ИСККОН. В феврале 1987 года обозреватель газеты Le Monde Анри Тинк отмечал:
Эрменонвиль был домом для сотни кришнаитов, местом проведения религиозных церемоний и крупных кришнаитских фестивалей. На сегодняшний день, его покинули практически все обитатели. Осталось только пять или шесть человек. Упавшие духом, они нашли прибежище в подсобных помещениях, где присматривают за имуществом. В декабре прошлого года они потерпели очередное поражение: мэр Эрменонвиля подал ещё один иск за нарушение техники безопасности и невыполнение работ по поддержанию усадьбы. Кришнаитов приговорили к выплате четырёх штрафов в размере 2000 франков.

### 1987-н.в. Элитный отель
Пребывание кришнаитов в усадьбе завершилось пожаром 14 ноября 1987 года, который значительно повредил здание. Мадам Бистро отремонтировала усадьбу и 1 июля 1988 года открыла в ней дом престарелых. Однако она оказалась не в состоянии погасить взятые для осуществления ремонта банковские кредиты, и в 1989 году Эрменонвиль перешёл в собственность одного из банков. 31 мая 1991 года французская компания Les Hôtels Particuliers приобрела усадьбу и превратила её в элитный отель.

## В массовой культуре
В Шато д’Эрменонвиль снимались такие фильмы, как «Елена и мужчины» (1956) Жана Ренуара, «Пришельцы» (1993) и «Пришельцы 2: Коридоры времени» (1998) Жана-Мари Пуаре, «Арлетт» (1997) Клода Зиди, «Любимая тёща» (1999) Габриэля Агийона и «Француз» (2004) Веры Сторожевой.